# Keegan Allen
Keegan Allen (22 juli 1989) is een Amerikaanse acteur, schrijver, fotograaf en muzikant. Hij is het best bekend van zijn rol in Pretty Little Liars als Toby Cavanaugh. Allen had zijn eerste rol in 2002 in de kortfilm Small Emergencies.

## Privéleven
Keegan Allen is de zoon van acteur Phillip R. Allen en Joan Snyder Allen. Zijn passie in zijn jongere jaren was fotografie. Dit en de achtergrond die zijn ouders hebben, hebben geleid tot zijn huidig beroep op de voorgrond van het podium.

## Filmografie
| Jaar       | Film                       | Rol                  |
| ---------- | -------------------------- | -------------------- |
| 2002       | Small Emergencies          | Parakeet Owner’s Son |
| 2010       | As A Lost Resort           | Driver               |
| 2011       | Crime Scene Investigation  | Max Ferris           |
| 2013       | Palo Alto                  | Archie               |
| 2013       | I Hate My Teenage Daughter | Jake                 |
| 2014       | The Sound And The Fury     |                      |
| 2014       | The Hazing Secret          | Trent                |
| 2015       | Bukowski                   | Jimmy Haddox         |
| 2016       | King Cobra                 | Harlow               |
| 2015-heden | In Dubouis Battle          | Eddie                |
| 2010-2017  | Pretty Little Liars        | Toby Cavanaugh       |
| 2020       | Follow Me                  | Cole Turner          |

## Nominaties en prijzen
| Jaar | Prijs              | Categorie                      | Film                | Resultaat   |
| ---- | ------------------ | ------------------------------ | ------------------- | ----------- |
| 2011 | Teen Choice Awards | Beste mannelijke zomer tv-ster | Pretty Little Liars | Genomineerd |
| 2013 | TV Guide Awards    | Beste mannelijke slechterik    | Pretty Little Liars | Genomineerd |
| 2013 | Teen Choice Awards | Beste mannelijke zomer tv-ster | Pretty Little Liars | Gewonnen    |
| 2014 | Teen Choice Awards | Beste drama acteur             | Pretty Little Liars | Genomineerd |

## Boeken
Keegan Allen heeft ook een boek geschreven in 2014 dat in 2015 werd uitgegeven door St. Marins Press met de naam Live. Love. Beauty.
- Library of Congress Control Number: n2014059986
- MusicBrainz: 87282754-23bb-4344-9e5f-699c718bbea3
- Virtual International Authority File: 311115549
- WorldCat: E39PBJfMhHBctKMdXBWGRcdvpP